# Доли Партон
Доли Ребека Партон (енгл. Dolly Rebecca Parton; Севирвил, 19. јануар 1946) је америчка певачица, кантауторка, глумица и продуценткиња, најпознатија по свом раду у кантри музици. Њене песме су се 25 пута нашле на првом месту Билбордове топ-листе, што није успела ни једна друга певачица кантри музике. Током каријере продала је преко 174 милиона синглова, албума и компилација. Четрдесет два албума и 110 њених песама су се нашли међу првих десет на Билбордовој топ-листи. Компоновала је преко 3.000 синглова, међу којима су најпознатији "I Will Always Love You", коју је у каснијој изведби снимила америчка певачица Витни Хјустон, потом "Coat of many colors", "9 to 5" и "My Tennessee Mountain Home".

## Биографија

### Детињство
Доли Партон је рођена 19. јануара 1946. у округу Севир у Тенесију. Долино средње име долази од њене прабабе по мајци. Она је одрасла у сиромашној породици, као четврто од дванаесторо деце Роберта и Ејви Партон. Њен отац је био неписмен. Њена мајка Ејви Ли Овенс се удала са 15 година за сиромашног фармера, и до 35. године је родила дванаесторо деце. Породица је била толико сиромашна да није чудно што је Долy Партон одмалена сањала како ће једном бити сита, славна и богата. Почела је да свира гитару када је имала осам и почела је да пева на радио-станици у Ноксвилу када је имала једанаест година. Изводила је често заједно са својом породицом у цркви. Ујак, који је увидео да је талентована за музику, помогао јој је да се појави на локалној телевизији кад јој је било 12 година, а нешто касније и да сними први сингл. Исте године снимила је први албум за продукцијску кућу Голд бенд рекордс. Након што је завршила средњу школу, Долy Партон се 1964. упутила у Нешвил, престоницу кантри музике.
Кад је након неког времена добила посао да пише песме за друге извођаче, уз малу недељну плату, још није имала новца за нормалан живот, па је одлазила у мотеле и тамо тражила остатке хране које други гости нису појели. Није се жалила, него је и даље стално писала песме надајући се да ће се нека од њих свидети некој кантри звезди. До успеха ће још причекати, али не и до љубави: исте године је у праоници сусрела Карла Дина, самопрегорног и срамежљивог малог грађевинског предузетника, за којег се удала 1966. У протеклих 40 година брака Дин се ниједном није с њом појавио на некој премијери или концерту. Упркос гласинама које су је повезивале с многим другим мушкарцима, а и женама, њихов брак је опстао до данас. Говоркало се, на пример, да је била у вези с глумцима Бертом Рејнолдсом, Џејмсом Вудсом и Силвестером Сталоном, међутим Долy Партон се никада није обазирала на те гласине. Кад ју је пре неколико година Блез Тости, коаутор неких њезиних песама, оптужио да га је завела кад му је било само 13 година (њој је тада било 20), те да је њихова тајна веза трајала 19 година, морала је да реагује.

### Каријера
Прве песме које је снимила за Монјумент рекордс су биле Dumb Blonde и Something Fishy, обе 1967. године. Исте године Доли Партон је почела да наступа у шоу Портера Вагонера а наредне године потписала је уговор са Ар-Си-Еј рекордсом (енгл. RCA Records). Године 1969. почела је да се појављује у радијској емисији Grand Ole Opry. Вагонеров шоу је напустила 1974. након што је остварила велики успех са албумима Joshua, Coat of Many Colors и Jolene. Након раскида сарадње са њим, Доли Партон је написала песму I Will Always Love You коју је посветила Портеру Вагонеру и са њом је по први пут дошла на прво место топ-листе 1974. године.
Као соло певачица Доли Партон је добила награде Си-Ем-Еј (енгл. Country Music Awards) за најбољу певачицу 1975. и 1976. и најбољег забављача 1978. Њена песма Here You Come Again је 1978. била пет недеља на првом месту топ-листе.

### Лични живот
У мају 1966. удала се за Карла Томаса Дина, са којим је 47 година у браку. Немају децу, мада су помогли одгајању великог броја деце у Нешвилу, због чега је Доли Партон добила назив Aunt Granny. У сродству је са америчком певачицом и глумицом Мајли Сајрус.

## Дискографија
Студијски албуми
- (1967)
- (са Портером Вагонером) (1968)
- (1968)
- (са Портером Вагонер) (1968)
- (1969)
- (са Портером Вагонером) (1969)
- (1969)
- (1970)
- (са Портером Вагонером) (1970)
- (1970)
- (са Портером Вагонером) (1970)
- (са Портером Вагонером) (1971)
- (1971)
- (1971)
- (1971)
- (са Портером Вагонером) (1972)
- (1972)
- (са Портером Вагонером) (1972)
- (1972)
- (са Портером Вагонером) (1973)
- (1973)
- (са Портером Вагонером) (1973)
- (1973)
- (1974)
- (са Портером Вагонером) (1974)
- (1974)
- (1975)
- (са Портером Вагонером) (1975)
- (1975)
- (1976)
- (1977)
- (1977)
- (1978)
- (1979)
- (1980)
- (са Портером Вагонером) (1980)
- (1980)
- (1982)
- (1983)
- (1984)
- (са Кени Роџерсом) (1984)
- (1985)
- (са Емили Харис & Линдом Ронстадт) (1987)
- (1987)
- (1989)
- (1990)
- (1991)
- -{Slow Dancing with the Moon (1993)
- (са Лоретом Лин & Тами Винет) (1993)
- (1995)
- (1996)
- (1998)
- (са Емилу Харис & Линда Ронстадт) (1999)
- (1999)
- (1999)
- (2001)
- (2002)
- (2003)
- (2005)
- (2008)
- (2011)
- (2014)
- (2016)
- (2017)

### Видеографија
| Спот                                     | Година | Режисер                  |
| ---------------------------------------- | ------ | ------------------------ |
| 9 to 5                                   | 1980   | —                        |
| Potential New Boyfriend                  | 1983   | Стив Барон               |
| The River Unbroken                       | 1987   | Брајан Грант             |
| To Know Him Is To Love Him               | 1987   | Вајт Чопман              |
| Why'd You Come in Here Lookin' Like That | 1989   | Џек Кол                  |
| Love Is Strange                          | 1990   | Гери Венер               |
| Rockin' Years                            | 1991   | Мајкл Саломон            |
| Eagle When She Flies                     | 1991   | Мери Ламберт             |
| Silver and Gold                          | 1991   | Deaton-Flanigen          |
| Straight Talk                            | 1992   | Доминик Орландо          |
| Light of a Clear Blue Morning            | 1992   | Мери Ламберт             |
| Romeo                                    | 1993   | Ренди Ст. Николас        |
| More Where That Came From                | 1993   | Ренди Ст. Николас        |
| Silver Threads and Golden Needles        | 1993   | Дитон Фланиген           |
| The Day I Fall in Love                   | 1994   | Џим Јукич                |
| When You Tell Me That You Love Me        | 1994   | Џон Хопгуд               |
| Just When I Needed You Most              | 1996   | Џон Лоуд Милер           |
| Honky Tonk Songs                         | 1998   | Том Олипант              |
| The Salt in My Tears                     | 1998   | Гај Гулиет               |
| After the Gold Rush                      | 1999   | Џим Шиа                  |
| Shine                                    | 2001   | Брент Хеџкук             |
| Dagger Through the Heart                 | 2002   | Брент Хеџкук             |
| I'm Gone                                 | 2003   | Софи Мулер               |
| Welcome Home                             | 2004   | Треј Фанџој              |
| Travelin' Thru                           | 2006   | —                        |
| Heartbreaker's Alibi                     | 2006   | Треј Фанџој              |
| Better Get to Livin                      | 2007   | Стив Липман              |
| Jesus & Gravity                          | 2008   | Стив Липман              |
| Backwoods Barbie                         | 2009   | Треј Фанџој              |
| Change It                                | 2009   | Мајк Хаглер, Стив Самерс |
| Together You And I                       | 2011   | Треј Фанџој              |
| You Can't Make Old Friends               | 2013   | Треј Фанџој              |
| Home                                     | 2014   | Џастин Фелдт             |
| When I Stop Dreaming                     | 2015   | Daniel Pearl             |
| Girl in the Movies                       | 2018   | Роберт Хофман            |
| God Only Knows                           | 2019   | —                        |
| Faith                                    | 2019   | Dano Cerny               |
| There Was Jesus                          | 2020   |                          |
| When Life Is Good Again                  | 2020   |                          |
| Does He Love You                         | 2021   |                          |
| Peace Like A River                       | 2023   | Ник Прес,Дамон Елиот     |
| Seasons                                  | 2023   | Натали Симонс            |
| We Are The Champions/We Will Rock You    | 2023   |                          |
| What's Up?                               | 2023   |                          |
| Lookin' for You                          | 2024   |                          |
| Southern Accents                         | 2024   |                          |
| Somebody’s Child                         | 2024   |                          |

## Објављени радови
- (1979)[12]
- (1994)[13]
- (1996)[14]
- Dolly’s Dixie Fixin’s: Love, Laughter and Lots of Good Food (2006)[15]
- [16] (2009)
- (2012)[17]